# Remetské Hámre
Remetské Hámre je naseljeno mjesto u okrugu Sobrance u Košickom kraju u Slovačkoj.

## Stanovništvo
| Godina:     | 1993. | 2003.   | 2013.    | 2023.   |
| ----------- | ----- | ------- | -------- | ------- |
| Broj ljudi: | 708   | 675     | 601      | 553     |
| Razlika:    |       | -4,66 % | -10,96 % | -7,98 % |

| Godina:     | 2022. | 2023.   |
| ----------- | ----- | ------- |
| Broj ljudi: | 554   | 553     |
| Razlika:    |       | -0,18 % |

Prema podatcima o broju stanovnika iz 2023. godine naselje je imalo 553 stanovnika.

## Vanjske poveznice
|  | Zajednički poslužitelj ima još gradiva o temi Remetské Hámre |

- Službena stranica naselja (sl.)